# Antoni Pujadas Mayans
Antoni Pujadas Mayans (Igualada, Barcelona, 1811 - Barcelona, 1881) fue un médico y psiquiatra de España.

## Biografía
Nació el 21 de agosto de 1812 en la plaza de la Font Vella de Igualada. Doctor en medicina y cirugía, se exilió en Londres y París a causa de la revolución de 1835. Tras su vuelta a España, fundó en 1854 y dirigió el manicomio de San Baudilio de Llobregat con el propósito de innovar las formas de asistencia psíquicas vigentes en los centros de la época. Fue autor de una Memoria, donde trataba de determinar los casos y condiciones idóneas para recibir baños de vapor como remedio terapéutico. Recogió su experiencia en El manicomio de San Baudilio de Llobregat o lecciones frenopáticas (1858) y El manicomio de San Baudilio de Llobregat: sucinta historia de la ciencia mental (1872). También publicó los periódicos El Bañista (1848) y La Razón de la Sinrazón (1862), esta última, la primera revista psiquiátrica del país, que presentaba temas de medicina e higiene, redactada, impresa y litografiada por los internos del manicomio como parte de su proceso de curación. 
Fue nombrado jefe superior de Administración Civil así como caballero de la Orden de Carlos III y caballero de la Orden de Isabel la Católica.